# Abtshof Oberaußem

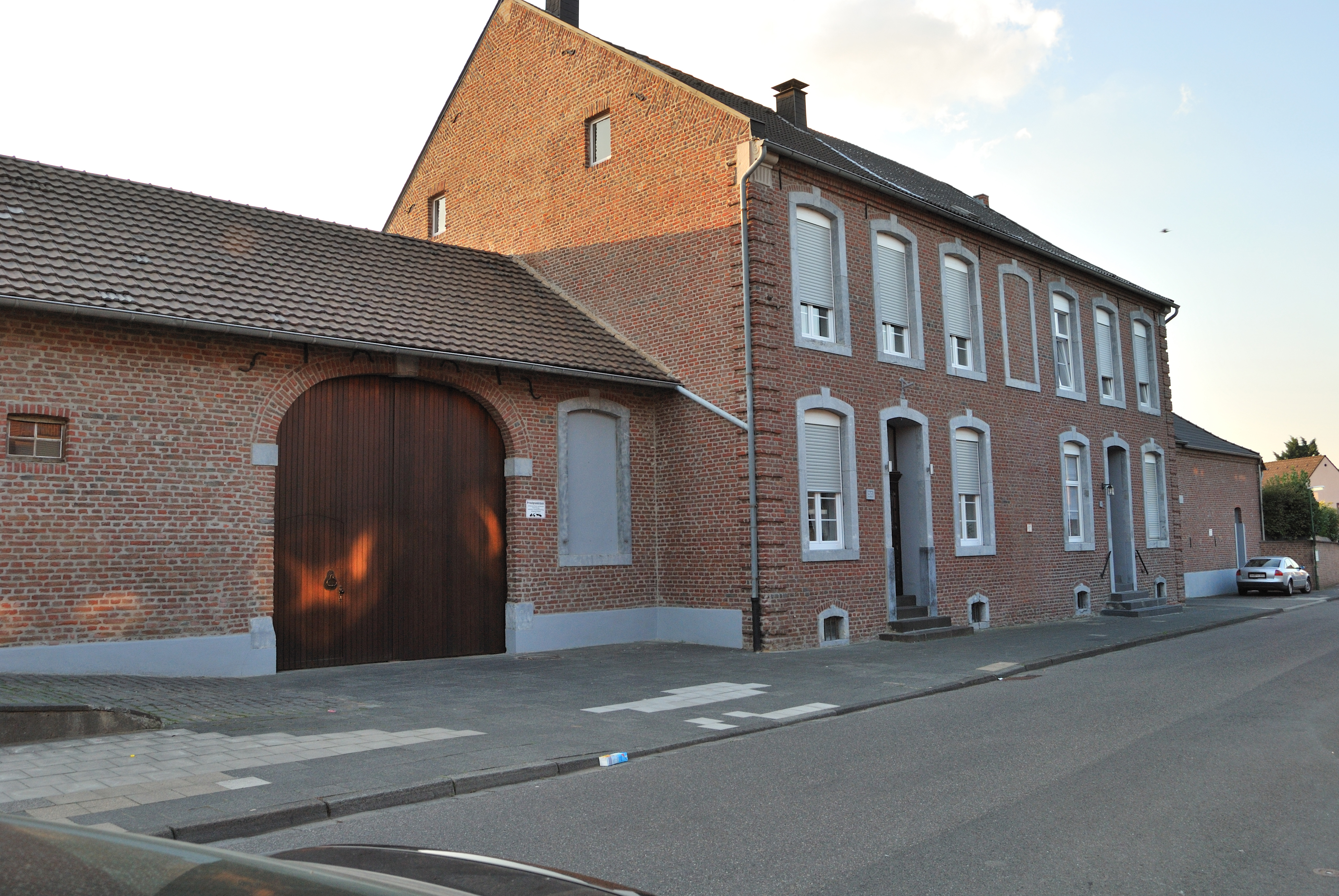
Abtshof

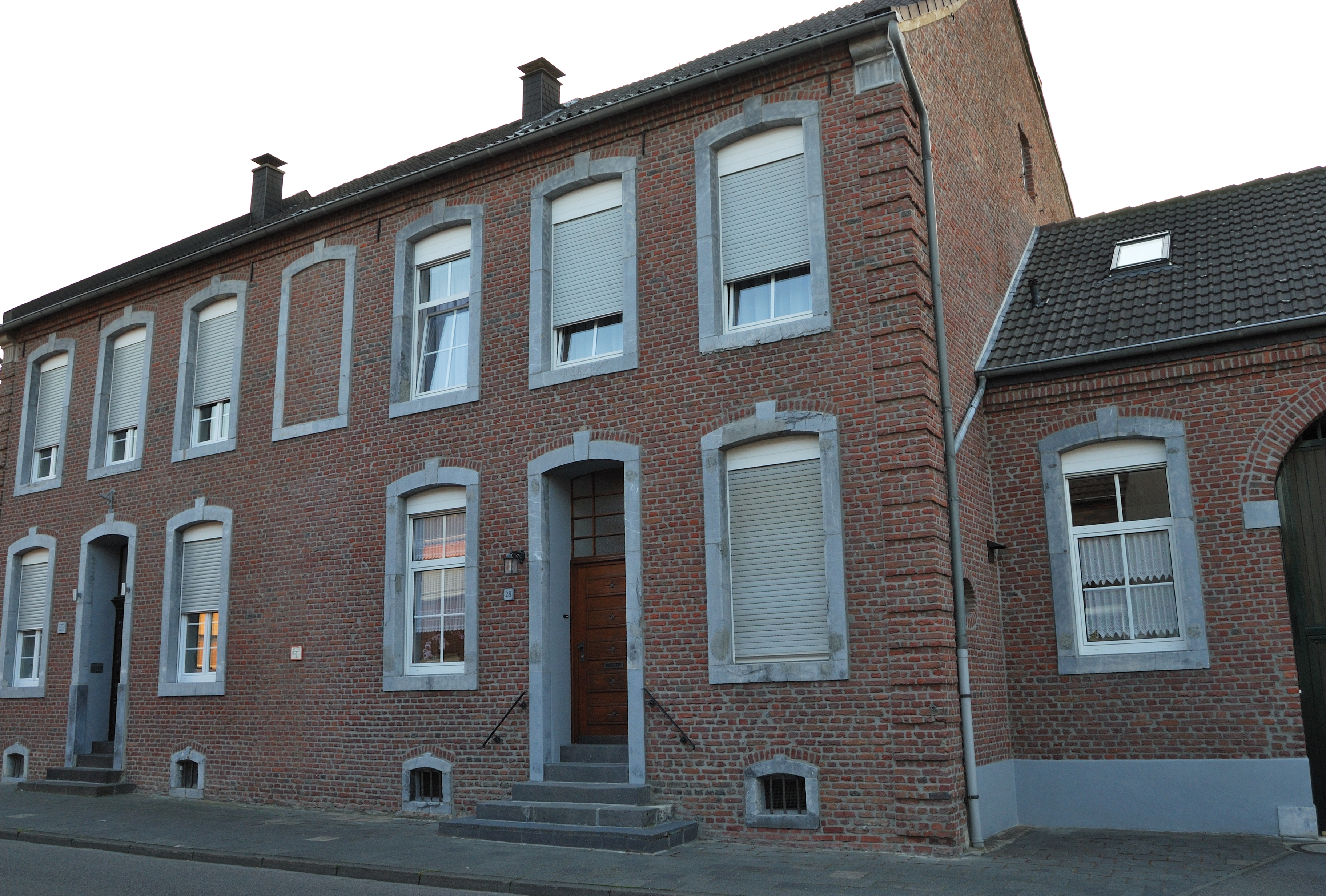
Das zugemauerte Fenster im 1. Obergeschoss

Der Abtshof, auch Aussemerhof, ist eine denkmalgeschützte Hofanlage in Oberaußem, einem Stadtteil von Bergheim im Rhein-Erft-Kreis.

## Geschichte
Die Hofanlage wurde erstmals im Jahr 1028 in einer Urkunde über eine Schenkung an die Reichsabtei Kornelimünster erwähnt.
Im Mittelalter befand sich im Saal des Gutes die Oberaußemer Mannkammer, in welcher der dem Kloster zustehende Zehnt eingetrieben wurde.

## Der Abtshof heute
Nach der Auflösung der Klöster im Rahmen der Säkularisation fiel der Abtshof an die Stadt Bergheim, die ihn 1820 an eine Privatperson verkaufte. Nach einem erneuten Verkauf im Jahr 1905 wurde der Hof in die noch heute bestehenden zwei Höfe aufgeteilt, was man unter anderem an dem mittig in der Fassade gelegenen Fenster erkennen kann, das im Zuge der Errichtung einer Trennwand zugemauert wurde.
Im Abtshof befindet sich die Wegekapelle Abtshof.